# キ108 (航空機)
キ 108
川崎 キ 108
- 用途：戦闘機
- 製造者：川崎航空機
- 運用者： 大日本帝国（日本陸軍）
- 生産数：2機

キ108は、第二次世界大戦時の大日本帝国陸軍の試作戦闘機。キ102を設計母体とし開発された。本項ではキ108の高高度性能を更に向上させたキ108改についても詳述する。開発は川崎航空機。

## 概要
1943年（昭和18年）4月、与圧室付の高高度戦闘機として川崎で試作を開始したのがキ108である。短期間で開発するためキ102を母体とし、これを単座にして操縦室を繭型の与圧室にした。操縦者は天蓋上部のハッチを開けて搭乗し、アメリカ合衆国のX-1のように地上勤務者が外側からハッチをボルトで固定した。この為、緊急時の操縦者の脱出には工夫が必要だった。また、試作初期には気密室内の空気中に油蒸気が流出し操縦者を呼吸困難に陥れるなどの問題も発生したが、性能的には高度10,000 mで3,000 m相当の気圧を保ち、操縦者は酸素マスクが不要になるなど、概ね実用に堪え得るものだった。
試作1号機はキ102の7号機を、試作2号機はキ102の8号機を改造して、それぞれ1944年（昭和19年）7月および8月に完成した。エンジンは母体のキ102のまま（ハ112-II）だったので、排気タービンは装着されていなかったが、全長・全幅ともキ102よりもわずかに大きくなっている。9月から審査が開始されたが、気密室の不具合のほかに電気系統のトラブルに悩まされたという。キ108は高高度用の実験機的意味合いが強い機体で、同年9月にはさらに高高度性能を向上させ実用機に近づけるためにキ108改が開発されることになった。この為、キ108は2機の試作で終わっている。
2号機は1945年（昭和20年）に空襲によって焼失したが、1号機は終戦時には飛行不能な状態で残っていた。この機体はアメリカ軍に接収され調査を受けたのち、焼却処分された。

## キ108改
キ108のハ112-IIを排気タービン装備のハ112-IIルに換装、主翼面積拡大などの高高度性能向上を目的とした改修を施した発展型。プロペラは以前と同じくハミルトン・スタンダード製の定速3翅（陸軍向けは日本楽器製造がライセンス生産）であるが、ブレードを若干延長している。主翼は九九式双発軽爆撃機二型乙（キ48-II乙）の物を流用した。1945年3月に川崎岐阜工場で2機が完成し試験飛行を行ったが高高度におけるエンジン性能が目標に達せず、同年6月には空襲で2機とも喪失している。

## 諸元
| 試作番号     | キ108                                                  | キ108改                                                        |
| 全幅         | 15.67 m                                                | 17.47 m                                                        |
| 全長         | 11.71 m                                                | 12.945 m                                                       |
| 全高         | 3.70 m                                                 | 3.80 m                                                         |
| 主翼面積     | 34.00 m2                                               | 40.00 m2                                                       |
| 自重         | 5,300 kg                                               | ―                                                              |
| 全備重量     | 7,200 kg                                               | 7,600 kg                                                       |
| 発動機       | 空冷複列星型14気筒 ハ112II （1,500馬力）×2             | 空冷複列星型14気筒 ハ112-IIル （排気タービン装備 1,500馬力）×2 |
| プロペラ     | ハミルトン定速3翅 直径3.00 m                           | ハミルトン定速3翅 直径3.20 m                                   |
| 最高速度     | 630 km/h（高度11,500 m）                               | 600 km/h（高度10,000 m）                                       |
| 上昇力       | 10,000 m まで17分00秒                                  | ―                                                              |
| 実用上昇限度 | 13,500 m                                               | 13,500 m                                                       |
| 航続距離     | 1,800 km                                               | 2,200 km                                                       |
| 武装         | ホ5 20mm機関砲×2（各200発） ホ204 37mm機関砲×1（35発） | ホ5 20mm機関砲×2（各200発） ホ204 37mm機関砲×1（35発）         |